# Lessay
Lessay es una comuna nueva francesa situada en el departamento de Normandía, de la región de Mancha.

## Historia
Fue creada el 1 de enero de 2016, en aplicación de una resolución del prefecto de Normandía de 28 de septiembre de 2015 con la unión de las comunas de Angoville-sur-Ay y Lessay, pasando a estar el ayuntamiento en la antigua comuna de Lessay.

## Demografía
| Gráfica de evolución demográfica de Lessay entre 1800 y 2014 |
|                                                              |

Los datos entre 1800 y 2014 son el resultado de sumar los parciales de las dos comunas que forman la nueva comuna de Lessay, cuyos datos se han cogido de 1800 a 1999, para las comunas de Angoville-sur-Ay y Lessay de la página francesa EHESS/Cassini. Los demás datos se han cogido de la página del INSEE.

## Composición
| Comuna delegada  | Código INSEE | Población (2013) | Superficie (km²) | Densidad (hab./km²) |
| ---------------- | ------------ | ---------------- | ---------------- | ------------------- |
| Angoville-sur-Ay | 50012        | 243              | 6.72             | 36                  |
| Lessay           | 50267        | 2243             | 28.95            | 77                  |